# At the Heart of Winter

Aktuelles Logo der Band (Seit 1999)

At the Heart of Winter ist das fünfte Studioalbum der norwegischen Extreme-Metal-Band Immortal. Es ist das erste Album ohne den Gitarristen Demonaz, der 1997 eine unheilbare Sehnenscheidenentzündung erlitt. Es ist außerdem die erste Veröffentlichung mit dem neuen Immortal-Logo. Einige CDs sind fälschlicherweise mit At the Heat of Winter bedruckt.

## Entstehung
Nachdem Demonaz’ Sehnenscheidenentzündung es ihm unmöglich gemacht hatte, weiterhin Gitarre zu spielen, übernahm Abbath die Gitarren- und Bassspuren für das Album. Demonaz schrieb aber weiter die Texte und kümmerte sich außerdem um das Management. Abbath schrieb die Musik und kümmerte sich mit Horgh um deren Arrangement. At the Heart of Winter wurde im  November 1998 in Schweden in Peter Tägtgrens Abyss Studio aufgenommen.

## Stil und Inhalt
Gegenüber dem fast ausschließlich auf Blastbeats basierenden Vorgänger Blizzard Beasts ist At the Heart of Winter eine „Abkehr von reinrassiger Raserei zu kompakteren und komplexeren Kompositionen“ mit vermehrten Einflüssen aus dem klassischen Heavy Metal und einer besseren Produktion. Stilistisch hat das Album somit nur noch wenig mit norwegischem Black Metal gemein.

## Rezeption
Wolf-Rüdiger Mühlmann vom Rock Hard bezeichnete das Album als „eine optimal ausgewogene Mischung aus ICE-Tempo […] und muskulösen Midtempo-Brechern“ und als „eine bitter nötige Platte, ein beeindruckendes Lehrstück für die Urkraft des norwegischen Black Metal. Dieses Album ist pure, finstere Gewalt.“

## Titelliste
1. Withstand the Fall of Time – 8:31
2. Solarfall – 6:04
3. Tragedies Blows at Horizon – 8:57
4. Where Dark and Light Don’t Differ – 6:47
5. At the Heart of Winter – 8:02
6. Years of Silent Sorrow – 7:53